# Waco C-72

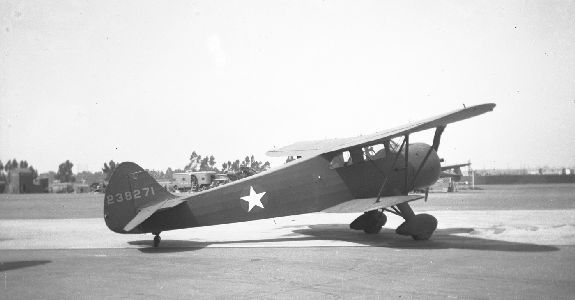
USAAF Waco UC-72

C-72 là tên định danh dành một loại máy bay hai tầng cánh do hãng Waco chế tạo cho Không quân Lục quân Hoa Kỳ vào năm 1942.

## Biến thể
UC-72
UC-72A
UC-72B
UC-72C
UC-72D
UC-72E
UC-72F
UC-72G
UC-72H
UC-72J
UC-72K
UC-72L
UC-72M
UC-72N
UC-72P
UC-72Q